# Paa spinosa
Paa spinosa é uma espécie de anfíbio da família Ranidae.
Pode ser encontrada nos seguintes países: China, Hong Kong, Vietname, e possivelmente Laos e Myanmar.
Os seus habitats naturais são: florestas subtropicais ou tropicais húmidas de baixa altitude, regiões subtropicais ou tropicais húmidas de alta altitude, campos de altitude subtropicais ou tropicais e rios.
Está ameaçada por perda de habitat.